# Lisa Wohlgemuth
Lisa Wohlgemuth (* 11. März 1992 in Annaberg-Buchholz) ist eine deutsche Popsängerin, Radiomoderatorin und Autorin. In der 10. Staffel der Castingshow Deutschland sucht den Superstar belegte sie 2013 den zweiten Platz. Bei der Veröffentlichung ihres Videos zu Ich fliege tritt sie als Lisa auf.

## Leben
Nach der mittleren Reife absolvierte sie eine Ausbildung zur Sozialassistentin. Danach absolvierte sie eine Lehre zur Friseurin. Sie lebt bei ihrer Mutter in Neundorf im Erzgebirge. Mittlerweile wohnt sie in Dresden, wo sie auch als Radiomoderatorin arbeitet.
In der Finalsendung am 11. Mai 2013 unterlag sie mit 29,75 % der Anruferstimmen der Schweizerin Beatrice Egli. Mit ihrer ersten Single Heartbreaker stieg sie in den deutschen Singlecharts im Mai 2013 auf Platz 8 ein.
2013 bekam sie die Rolle des Baisertörtchens Krümel in dem Theater-Musical Willie der Weihnachtsstollen. Das Stück spielte vom 13. November 2013 bis 29. Dezember 2013 in der Comödie Dresden.
Seit Mitte 2014 ist sie bei Hitradio RTL Sachsen als „Morningshow-Azubine“ tätig. Im September 2015 veröffentlichte Lisa Wohlgemuth ihr erstes Buch. In dem wasserfesten und für die Dusche geeigneten Buch gibt sie Tipps zum richtigen Singen.
2015 wurde sie Mutter einer Tochter und 2017 von einem Sohn.
2018 veröffentlichte sie nach einer mehrjährigen Pause die Single Harmonie.

## Auftritte bei DSDS
| Show (Ausstrahlungsdatum)                     | Song (Originalinterpret)                                                                                | Prozentzahl der Zuschauer |
| --------------------------------------------- | --- | ------------------------- |
| Mein Superstar (16. März 2013)                | I’m Like a Bird (Nelly Furtado)                                                                         | 13,37 (3/10)              |
| Liebe ist.. (23. März 2013)                   | Don’t Know Why (Norah Jones)                                                                            | 15,26 (2/9)               |
| Let’s Party (30. März 2013)                   | I Follow Rivers (Lykke Li)                                                                              | 16,61 (2/8)               |
| Typisch Deutsch (6. April 2013)               | Elektrisches Gefühl (Juli)                                                                              | 14,90 (3/7)               |
| Große Duette und coole Beatz (13. April 2013) | Stay (Rihanna) Lights (Ellie Goulding)                                                                  | 12,69 (3/6)               |
| 5× Deutsch – 5× Englisch (20. April 2013)     | Morgens immer müde (Laing) Just Like a Pill (P!nk)                                                      | 14,59 (4/5)               |
| Kandidaten an die Macht (27. April 2013)      | Angel (Sarah McLachlan) Baby When the Light (David Guetta feat. Cozi)                                   | 24,51 (3/4)               |
| Halbfinale (4. Mai 2013)                      | Heaven (Bryan Adams) Fallschirm (MIA.) Get Shaky (The Ian Carey Project)                                | 23,45 (2/3)               |
| Finale (11. Mai 2013)                         | Someone like You (Adele) Elektrisches Gefühl (Juli) Heartbreaker (Eigene Komposition von Dieter Bohlen) | 29,75 (2/2)               |

## Diskografie
Singles
- 2013: Heartbreaker
- 2013: Ich fliege (als Lisa)
- 2018: Harmonie
- 2019: Dein Leben
- 2022: With You – Lisa Wohlgemuth & MartinBepunkt

## Bücher
- Dusch dich zum Superstar: Der Vocalcoach für die Dusche. Edition Wannenbuch, 2015, ISBN 978-3-9815989-6-4.